# Sofala (Mosambik)
Sofala ist eine ehemalige Handels- und Hafenstadt im heutigen Mosambik in der nach ihr benannten Provinz Sofala. Sie lag im Delta des Pungwe auf einer Insel. Der Großteil der alten Stadt ist heute vom Meer überschwemmt. Das heutige, unbedeutende Fischerdorf Nova Sofala (Neu-Sofala) liegt etwas höher. Hier findet man nur noch wenige Ruinen der Altstadt.

## Geographie
Der Ort liegt etwa 30 km südlich von Beira, an derselben Bucht. Hier mündet der Pungwe in die Straße von Mosambik.

## Geschichte
Die Stadt wurde wohl im 9. Jahrhundert gegründet und erlangte als Hafen, von dem aus das Gold des Munhumutapa-Reiches gesammelt und dann weiter nach Norden transportiert wurde, an Bedeutung. Sofala war der südlichste Hafen Afrikas, den arabische und afrikanische Händler regelmäßig mit ihren Handelsschiffen anliefen. Zeitweise stand der Ort unter der Kontrolle von Kilwa.
1489 landete der portugiesische Diplomat und Forscher Pêro da Covilhã in der Hafenstadt. Anfang des 16. Jahrhunderts eroberten die Portugiesen den Ort und errichteten hier von 1505 bis 1512 die Festung São Caetano de Sofala. Die Steine für den Bau wurden aus Portugal importiert. Sofala war zunächst der erste Verwaltungssitz der Portugiesen in Mosambik. Bereits 1506 wurde aber aufgrund des ungesunden Klimas der in den Sümpfen gelegenen Stadt die Verwaltung nach Ilha de Moçambique verlegt und die Stadt erlebte einen stetigen Niedergang.
Die Gründe für die Verlegung und den Niedergang waren, dass der alte Goldhandel aus dem inneren Afrikas längst seinen Höhepunkt überschritten hatte. Gleichzeitig stieg die Bedeutung neuer Handelsstädte wie Quelimane und Angoche sowie der Handelsstädte am Sambesi.
Dass der Hafen aufgrund seiner Sandbänke nur bei Flut angelaufen werden konnte und viele Portugiesen durch die Sümpfe und die damit verbundenen Moskitos an Malaria litten, war ebenfalls für die Bedeutung Sofalas abträglich. 

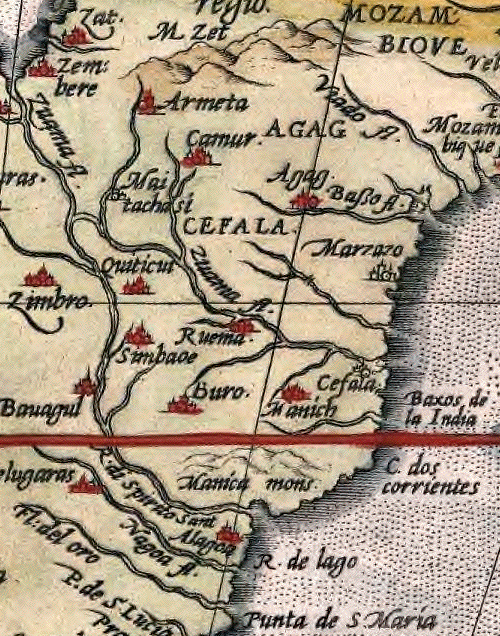
Sofala ("Cefala") im Theatrum Orbis Terrarum, 1570

Anderseits hatte die Stadt als Startpunkt der Portugiesen ins innere Afrika weiterhin eine hohe Bedeutung. So glaubten die Portugiesen nach Entdeckung der Stadt das biblische Ophir entdeckt zu haben. Später vermuteten sie das biblische Ophir, die Goldminen König Salomos und die Heimat der Königin von Saba im inneren Afrikas. Diese Vermutungen wurden von Berichten und Gerüchten aus Groß-Simbabwe genährt. So zogen einzelne Expeditionen aus wirtschaftlichen wie religiösen Interessen von Sofala Richtung Simbabwe, dass bei den Portugiesen einen ähnlichen Ruf wie Eldorado bei den Spaniern genoss. 1569 brach Francisco Barreto von Sofala mit einer kleinen Armee bis 1572 ins innere Afrika auf, um das Munhumutapa-Reich zu unterwerfen.
Trotz der immer geringer werdenden Bedeutung der Stadt trugen die Gouverneure von Portugiesisch-Ostafrika bis ins 19. Jahrhundert den offiziellen Titel eines "Kapitäns von Sofala". Mit der Gründung Beiras im Jahr 1871 verlor Sofala endgültig jede Bedeutung. Die Steine der Festung Sofalas wurden im 20. Jahrhundert abgebrochen und für die Kathedrale von Beira (Catedral Metropolitana de Nossa Senhora do Rosário) verwendet. 
Im 19. Jahrhundert endete in Sofala der berüchtigte „Sofala Path“, ein Fußpfad quer durch den Busch von Mosambik, der seinen Anfang am „Crook's Corner“ nahm, dem Dreiländereck von Mosambik, Südafrika und Simbabwe. Die Gegend am Limpopofluss, die noch heute für ihren Wildreichtum bekannt ist, zog damals Wilderer und Gesetzlose an, denen die Nachstellungen der Polizei nichts anhaben konnten, da sie schnell in eines der Nachbarländer flüchten konnten. Der wohl berühmteste von ihnen war Cecil Barnard, auch bekannt unter dem Pseudonym Bvekenya. Das Buch The „Ivory Trail“ beschreibt seine Geschichte. Die in exzessiver Wilderei erbeuteten Rhinozeroshörner, Elfenbein und andere Trophäen wurden über den Buschpfad nach Sofala gebracht und hier eingeschifft.